# Alessandro Belometti
Alessandro Belometti (Legnano, 22 ottobre 1973) è un pilota motociclistico italiano.

## Carriera
La sua carriera nel mondo del motociclismo inizia nelle competizioni di motocross nel 1987 con una Tresoldi 80 cm³. Nel 1996 con la Honda è finito 7º nel campionato italiano, l'anno successivo con la Kawasaki 125 ha concluso 11º nel Mondiale per poi terminare 8º l'anno successivo con la Yamaha. Questo risultato lo convince ad operare il salto in 250 e, sempre con la Yamaha, era 10º nel 1999. Nel 2000 sperava di migliorarsi con la Kawasaki, ma gli innumerevoli ritiri per cause tecniche erano una delusione cocente: solo 12º con poca convinzione, alcuni acuti e tanta sfortuna. Nel 2001 ritorna alle origini, ossia alla classe che gli ha dato maggiori soddisfazioni. Campione Italiano e Supercampione nel '98, vince il campionato Assoluti d'Italia e termina 11º nel Mondiale nonostante il grave infortunio riportato a Castiglione al Lago.
Nel 2003 partecipa alla sua prima gara di Enduro con un sorprendente 2º posto nel campionato italiano dietro solamente al campione in carica.
Un 2004 di apprendistato con un 6º al Mondiale ed un podio all'Italiano con la KTM EXC 125, nel 2005 si è espresso al meglio con un terzo posto Mondiale nella E1 e la vittoria nel Campionato Italiano in sella alla piccola 125 cm³. Nella stagione 2006 alla guida della KTM 250 EXC/F è quarto al mondiale e secondo negli Assoluti d'Italia. Terminata la stagione 2007 alla guida della 250 4t senza riuscire ad ottenere risultati eccellenti, conquista per l'ennesima volta il Campionato Italiano Hard Race. Nella stagione 2008 è alla guida della KTM EXC 250 2t in coppia con Juha Salminen nella categoria E2.
Dalla stagione 2012 diventa Team Manager. Contattato per gestire la squadra corse Enduro della Bordone Ferrari, accetta il nuovo incarico e si trova a gestire alcuni dei migliori piloti enduro italiani, tra i quali Thomas Oldrati, Jonathan Manzi, Edoardo D'Ambrosio.
Il Team Bordone Ferrari a metà stagione 2012 chiude per fallimento.
Per l'anno 2013 crea un Suo team in collaborazione con alcuni amici quali Vittorio e Christian Mascolino per competere nel campionato italiano e mondiale Enduro coi piloti Edoardo D'Ambrosio, Jonathan Manzi e Nicola Piccinini.
Nel 2014 è sempre a capo della sua squadra corse, ma per via della crisi economica che ha colpito anche il circus dell'enduro, lascia i campi di gara per seguire alcuni settori giovanili della disciplina.